# Craigengillan

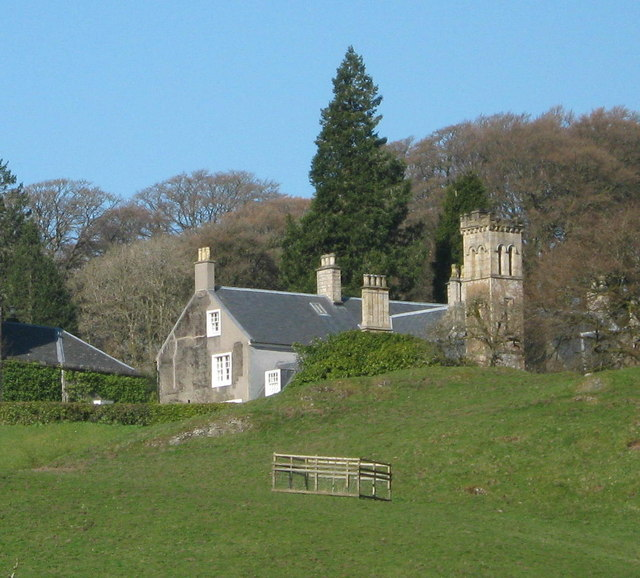
Craigengillan

Craigengillan ist ein Herrenhaus nahe der schottischen Ortschaft Dalmellington in der Council Area East Ayrshire. 1989 wurde das Bauwerk in die schottischen Denkmallisten zunächst in die Denkmalkategorie B aufgenommen. Die Hochstufung in die höchste Denkmalkategorie A erfolgte 2001. Des Weiteren sind verschiedene Bauwerke auf den zugehörigen Ländereien ebenfalls denkmalgeschützt. Seit 2006 zählen die Außenanlagen zum Inventory of Gardens and Designed Landscapes in Scotland.

## Geschichte
Auf Grund ihres militärischen Einsatzes erhielt der Clan McAdam unter William McAdam im Jahre 1611 die Ländereien von Craigengillan zugesprochen. Im folgenden Jahrhundert erweiterten sie ihren Besitz insbesondere im Parish Dalmellington. Nachdem die Familie zunächst unauffällig lebte und sich im Wesentlichen auf die Ortschaft Straiton (heute zu South Ayrshire) konzentrierte, führten die Neuerwerbungen zu einer stärkeren Konzentration auf Dalmellington.
Die Keimzelle des heutigen Craigengillan House bestand zu dieser Zeit bereits. John McAdam erweiterte das Gebäude im Jahre 1765 wesentlich. Auch in der Umgebung veranlasste er zahlreiche Bauprojekte, darunter die Straße zwischen Dalmellington und New Cumnock und ein Deichsystem, welches landesweit Beachtung fand. Das Herrenhaus wurde über die Jahrhunderte ausgebaut und um Außengebäude erweitert.

## Beschreibung
Craigengillan liegt drei Kilometern südlich von Dalmellington, 300 m westlich des Doon. Erwähnenswert sind die verglasten gotischen Arkaden entlang der Frontseite und der hohe, zinnenbewehrte Turm, der möglicherweise von David Hamilton gestaltet wurde. Für die Innenausstattung zeichnet teilweise das französische Maison Jansen verantwortlich.

## Stallungen

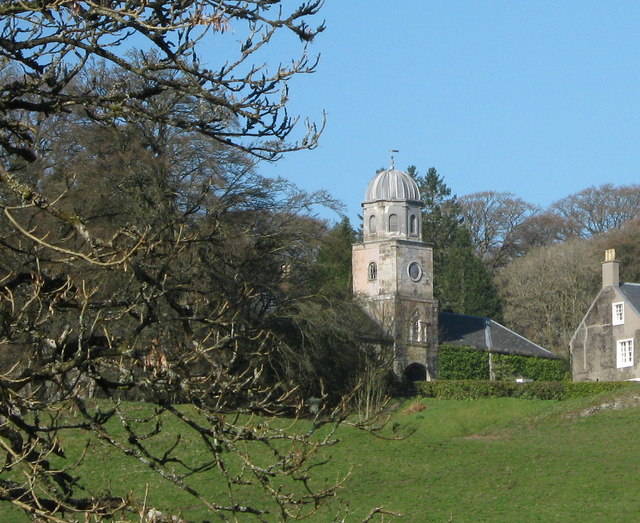
Stallungen von Craigengillan

Die Stallungen sind eigenständig als Denkmal der Kategorie A gelistet. Ein Denkmalensemble mit einem weiteren Bauwerk besteht nicht. Das klassizistische Bauwerk stammt aus dem späten 18. Jahrhundert. Es ist zweistöckig und umschließt einen Innenhof vollständig. Dieser ist über einen bogenförmigen Torweg zugänglich, über dem ein Turm thront. Dieser ist mit Turmuhr und Venezianischem Fenster gestaltet. Er schließt mit einer von Pilastern getragenen, oktogonaler Kuppel mit Wetterfahne. Die Dächer sind mit grauem Schiefer eingedeckt.

## Lodge
Die Lodge ist als Denkmal der Kategorie B klassifiziert. Sie flankiert die nördlich Zufahrt zu den Ländereien nahe Dalmellington. Das einstöckige Gebäude besitzt ein schiefergedecktes Satteldach mit geringer Neigung. Erwähnenswert sind die kielbögigen Fenster und die mit Perlschnüren gestaltete, halbverglaste Eingangstüre.

## Linn River Bridge

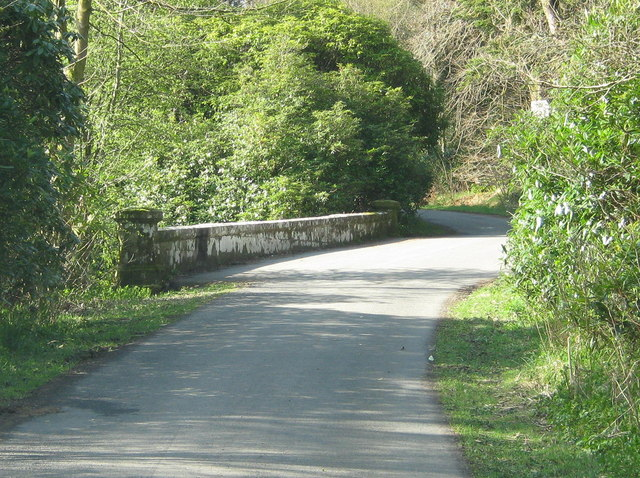
Linn River Bridge

Rund zwei Kilometer südlich der Lodge befindet sich die als Kategorie-B-Denkmal geschützte Linn River Bridge. Sie führt den Hauptzufahrtsweg zu Craigengillan über den Doon. Es handelt sich um eine steinerne Bogenbrücke mit flacher Brüstung. Sie überspannt den Doon mit einem einzelnen Bogen. Im Bogenbereich ist das Mauerwerk bossiert.

## Dalcairnie Bridge
Nachdem John Loudon McAdam 1783 aus Amerika nach Schottland zurückgekehrt war, setzte er ein umfangreiches Wegebauprogramm um. Wahrscheinlich war Quintin McAdam, ein Experte auf dem Gebiet des Wegebaus, in dieses Programm involviert. Die Dalcairnie Bridge ist als Kategorie-C-Bauwerk klassifiziert. Sie wurde wahrscheinlich im Zuge dieser Bauprojekte des ausklingenden 18. Jahrhunderts errichtet. So ist das Bauwerk auf einer Karte aus dem Jahre 1812 verzeichnet, auf einer älteren Karte von 1775 jedoch noch nicht vorhanden. Die Brücke liegt im westlichen Teil der Ländereien von Craigengillan. Sie überführt einen heute unbedeutenden Weg über den Bach Dalcairnie Burn.

## Craigengillan Bridge
Zuletzt ist die rund 700 m nordöstlich von Craigengillan gelegene Craigengillan Bridge als Denkmal der Kategorie C eingestuft. Die einspännige Bogenbrücke führt einen heute unbedeutenden Weg über den Doon. Das Schichtenmauerwerk besteht aus Sandstein. Angeblich bauten französische Kriegsgefangene der Napoleonischen Kriege die Brücke. Im Jahre 2007 wurde ihr Zustand als nahezu ruinös beschrieben.